# Thenea delicata
Thenea delicata är en svampdjursart som beskrevs av William Johnson Sollas 1886. Thenea delicata ingår i släktet Thenea och familjen Pachastrellidae.
Artens utbredningsområde är havet kring Crozetön. Inga underarter finns listade i Catalogue of Life.